# Chloroclystis muscosata
Chloroclystis muscosata är en fjärilsart som beskrevs av Walker 1862. Chloroclystis muscosata ingår i släktet Chloroclystis och familjen mätare. Inga underarter finns listade i Catalogue of Life.